# Simone Muratore
Simone Muratore (Cuneo, 30 maggio 1998) è un ex calciatore italiano, di ruolo centrocampista, collaboratore tecnico delle giovanili della Juventus.

## Biografia
Durante alcuni controlli medici alla fine del 2021, a Muratore viene diagnosticato un tumore al cervello benigno ed è stato sottoposto a un intervento chirurgico per rimuoverlo; la malattia lo ha costretto a interrompere la sua carriera calcistica.

## Caratteristiche tecniche
Centrocampista centrale, che all'occorrenza poteva diventare un difensore, Muratore è stato un calciatore fisicamente molto dotato, cosa che lo aiutava nei contrasti e nei duelli aerei. Inoltre possedeva ottime doti balistiche.

## Carriera

### Giocatore

#### Club

##### Juventus: dalle giovanili alla prima squadra
Cresciuto nelle giovanili del Saluzzo, viene acquistato dalla Juventus, con la quale gioca nella formazione Primavera a partire dal 2014.
Subisce un primo grave infortunio ad inizio novembre del 2015 con la rottura del legamento crociato, che lo tiene lontano dai campi di gioco fino alla seconda metà di maggio 2016. Subisce un secondo infortunio allo stesso ginocchio nell'aprile 2017, che oltre a tenerlo fermo fino a tutto novembre dello stesso anno, rende necessario un secondo intervento correttivo ad aprile dell'anno seguente.
Nella stagione 2018-2019 fa parte della Juventus U23 che partecipa alla Serie C, disputando in terza serie 34 presenze e segnando due reti. Nel campionato 2019-2020, ancora con l'Under 23 bianconera, disputa 15 partite e segna una rete in Serie C; inoltre vince la Coppa Italia di categoria.
Convocato da Maurizio Sarri in prima squadra a causa di alcune assenze, l'11 dicembre 2019, debutta nella gara di Champions League Bayer Leverkusen-Juventus (0-2), prendendo il posto di Juan Cuadrado al 92º minuto.
Nel giugno 2020, alla ripresa del campionato, viene chiamato in prima squadra da Maurizio Sarri.
Il 26 giugno, debutta in Serie A, nell'ampia vittoria per 4-0 contro il Lecce, subentrando al 77' a Federico Bernardeschi.. Disputa complessivamente 4 presenze, vincendo lo scudetto.

##### Atalanta e vari prestiti
Il 29 giugno 2020 viene ufficializzato il suo passaggio all'Atalanta per 7 milioni di euro a partire dal 1º settembre successivo. 
Il 3 settembre seguente viene girato in prestito alla Reggiana. Debutta con i granata e contestualmente in Serie B, il 27 settembre nella gara pareggiata contro il Pisa (2-2). Il 23 gennaio 2021 segna il suo primo gol con la Reggiana, nonché primo in serie B, nella partita casalinga col L.R. Vicenza, vinta per 2-1.
Il 31 agosto 2021 viene ceduto in prestito al Tondela in Portogallo., disputando due partite nella massima serie portoghese.
Nella stagione 2022-2023 fa rientro agli orobici, con cui rimane fino al 30 giugno 2023 quando, dopo non essere mai sceso in campo, rimane svincolato.

##### Malattia e ritiro
Senza contratto per oltre un anno e mezzo, durante il quale ha dovuto curarsi da un grave tumore al cervello, una volta guarito, il 14 dicembre 2024 annuncia il ritiro dal calcio giocato.

#### Nazionale
Muratore fa tutta la trafila delle nazionali giovanili, dall'Under-16 fino all'esordio con l'Under-21, avvenuto il 13 ottobre 2020, partendo titolare nella partita di qualificazione vinta 2-0 contro l'Irlanda, disputata a Pisa. 

### Allenatore
Il 19 dicembre 2024, pochi giorni dopo l'annuncio del suo ritiro, la Juventus ne annuncia il ritorno nelle vesti di collaboratore tecnico per le formazioni giovanili.

## Statistiche

### Presenze e reti nei club
Statistiche aggiornate al 30 giugno 2023.
| Stagione            | Squadra             | Campionato          | Campionato | Campionato | Coppe nazionali | Coppe nazionali | Coppe nazionali | Coppe continentali | Coppe continentali | Coppe continentali | Altre coppe | Altre coppe | Altre coppe | Totale | Totale |
| Stagione            | Squadra             | Comp                | Pres       | Reti       | Comp            | Pres            | Reti            | Comp               | Pres               | Reti               | Comp        | Pres        | Reti        | Pres   | Reti   |
| ------------------- | ------------------- | ------------------- | ---------- | ---------- | --------------- | --------------- | --------------- | ------------------ | ------------------ | ------------------ | ----------- | ----------- | ----------- | ------ | ------ |
| 2018-2019           | Juventus U23        | C                   | 34         | 2          | CI-C            | 2               | 0               | -                  | -                  | -                  | -           | -           | -           | 36     | 2      |
| 2019-2020           | Juventus U23        | C                   | 15         | 1          | CI-C            | 3               | 0               | -                  | -                  | -                  | -           | -           | -           | 18     | 1      |
| Totale Juventus U23 | Totale Juventus U23 | Totale Juventus U23 | 49         | 3          |                 | 5               | 0               |                    |                    |                    |             |             |             | 54     | 3      |
| 2019-2020           | Juventus            | A                   | 4          | 0          | CI              | 0               | 0               | UCL                | 1                  | 0                  | SI          | 0           | 0           | 5      | 0      |
| 2020-2021           | Reggiana            | B                   | 25         | 2          | CI              | 0               | 0               | -                  | -                  | -                  | -           | -           | -           | 25     | 2      |
| 2021-2022           | Tondela             | PL                  | 2          | 0          | TP+CdL          | 1+0             | 0+0             | -                  | -                  | -                  | -           | -           | -           | 3      | 0      |
| 2022-2023           | Atalanta            | A                   | 0          | 0          | CI              | 0               | 0               | -                  | -                  | -                  | -           | -           | -           | 0      | 0      |
| Totale carriera     | Totale carriera     | Totale carriera     | 80         | 5          |                 | 6               | 0               |                    | 1                  | 0                  |             | -           | -           | 87     | 5      |

### Cronologia presenze e reti in nazionale
| Cronologia completa delle presenze e delle reti in nazionale ― Italia under 21 | Cronologia completa delle presenze e delle reti in nazionale ― Italia under 21 | Cronologia completa delle presenze e delle reti in nazionale ― Italia under 21 | Cronologia completa delle presenze e delle reti in nazionale ― Italia under 21 | Cronologia completa delle presenze e delle reti in nazionale ― Italia under 21 | Cronologia completa delle presenze e delle reti in nazionale ― Italia under 21 | Cronologia completa delle presenze e delle reti in nazionale ― Italia under 21 | Cronologia completa delle presenze e delle reti in nazionale ― Italia under 21 |
| Data                                                                           | Città                                                                          | In casa                                                                        | Risultato                                                                      | Ospiti                                                                         | Competizione                                                                   | Reti                                                                           | Note                                                                           |
| ------------------------------------------------------------------------------ | ------------------------------------------------------------------------------ | ------------------------------------------------------------------------------ | ------------------------------------------------------------------------------ | ------------------------------------------------------------------------------ | ------------------------------------------------------------------------------ | ------------------------------------------------------------------------------ | ------------------------------------------------------------------------------ |
| 13-10-2020                                                                     | Pisa                                                                           | Italia under 21                                                                | 2 – 0                                                                          | Irlanda under 21                                                               | Qual. Europeo Under-21 2021                                                    | -                                                                              | 46’                                                                            |
| Totale                                                                         |                                                                                | Presenze                                                                       | 2                                                                              |                                                                                | Reti                                                                           | 0                                                                              |                                                                                |

## Palmarès

### Club

#### Competizioni nazionali
- Campionato italiano: 1

Juventus: 2019-2020
- Coppa Italia Serie C: 1

Juventus U23: 2019-2020